# Pieter Van Hanselaere

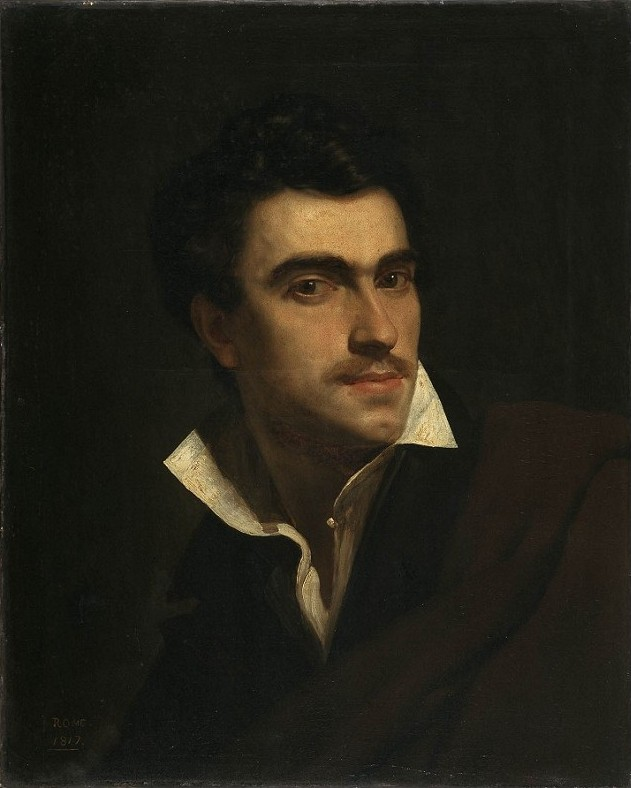
Zelfportret (1817)

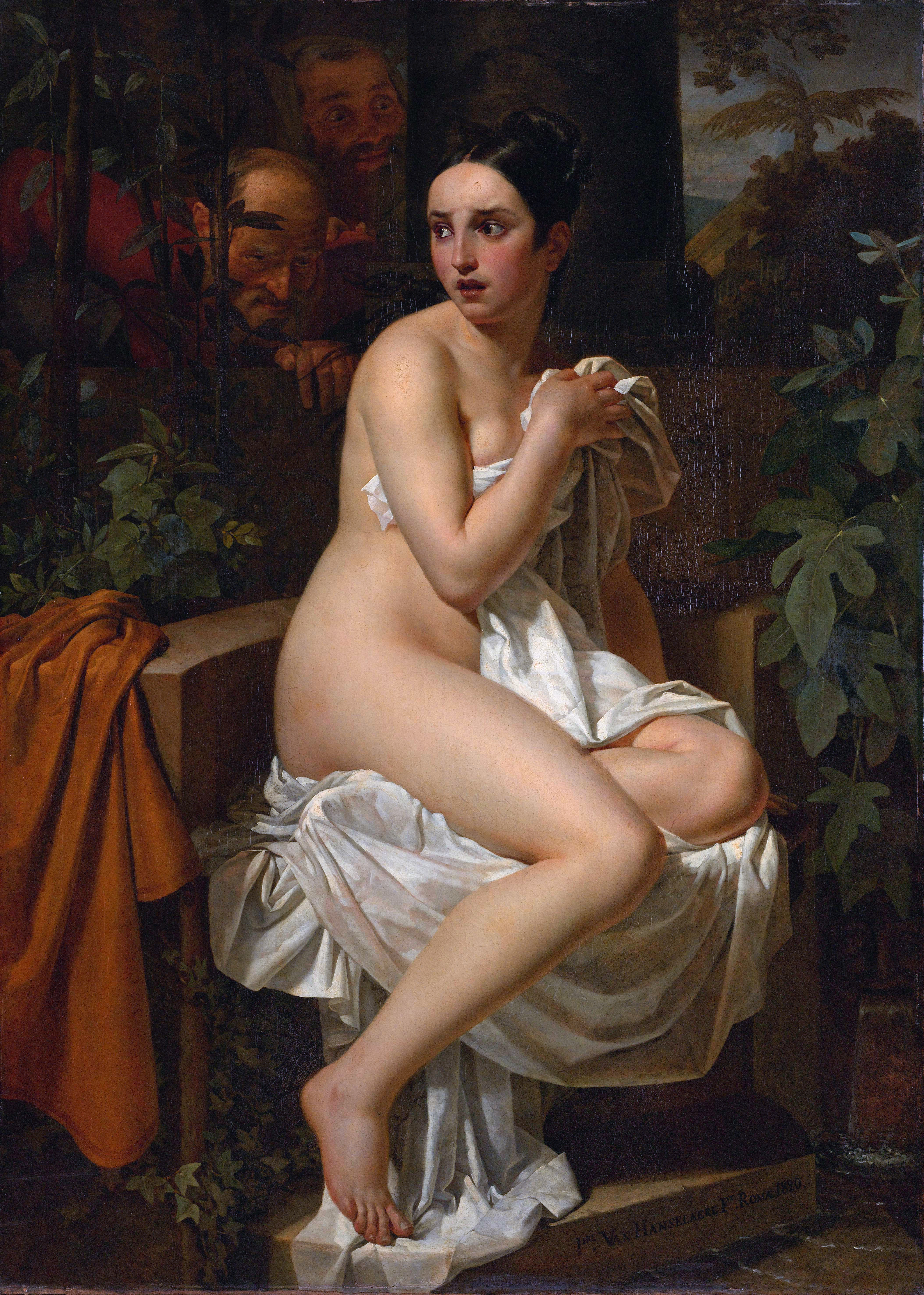
Suzanna en de ouderlingen

Pieter Van Hanselaere (Gent, 30 juli 1786 – aldaar, 10 maart 1862) was een Belgisch neoclassicistisch kunstschilder, gespecialiseerd in portretten, religieuze en historische taferelen. 

## Biografie
Van Hanselaere kwam ter wereld in Gent en ontving daar kunstonderwijs aan de Koninklijke Academie onder leiding van P. van Huffel. Deze instelling kende hem de eerste prijs toe voor schilderen naar model. Vanaf 1809 oefende hij zich te Parijs bij Jacques-Louis David, die hem onder zijn leerlingen opnam. Mee dankzij deze opleiding won hij in 1814 te Gent de grote prijs der historie, waardoor hij zich verzekerde van een jaarwedde om zich verder in Italië te gaan bekwamen. Het onderwerp voor de wedstrijd was het offer van Abel. In 1815 werd hij toegelaten tot de Koninklijke Maatschappij van Schone Kunsten te Gent. Het volgende jaar vertrok hij naar Italië, waar hij op voordracht van Canova lid werd van de Accademia di San Luca van Rome. In 1829 keerde hij terug naar Gent en kort nadien nam hij er een betrekking op als leraar aan de Koninklijke Academie. Een van zijn leerlingen was Pierre Olivier Joseph Coomans (1816-1889). Toen hij stierf woonde hij op Korte Meer.

## Werk
Vele personen lieten zich door Van Hanselaere portretteren: P. van Huffel, de graaf d'Hane-Steenhuijse, De Volder, baron Steengracht van Oostcapelle, Reinbolds, enz. Ook als historieschilder was hij actief, en voor verschillende kerken van België maakte hij altaarstukken (bv. een Christus in de Tempel en een Piëta voor de Heilige Kerstkerk, een Martelaarschap van Sint-Sebastiaan voor de Sint-Baafskathedraal). Het Rijksmuseum bezit van hem een Suzanna en de ouderlingen en de KMSKB een Jongen spelend met een vogel (1835). Voor de stad Gent schilderde hij een historiestuk over hoe Filips van Artevelde op de Vrijdagmarkt zijn stadsgenoten de keuze liet tussen verhongeren of graaf Lodewijk van Male gaan bevechten.
Ander werk van Van Hanselaere:
- Spinnende vrouw uit de omtrek van Rome
- Drie redetwistende wijsgeren
- Jongen met tor
- Venus op de wolken
- Pelgrimage in de omtrek van Rome (Della Madona del Arco en Della Madona di Monte Vergine, 1833)
- Jongen spelen met een eekhoorn
- Episode uit het bevelhebberschap van Filips van Artevelde  (1835)
- De boetvaardige Magdalena
- Het ontluiken van een jong meisje (1841)

## Privé
Hij trouwde in 1842 met Maria Theresia Van Braband (1812-1844), met wie hij een dochter Maria Eulalia Eugenia had (°1843).